# Ventura Pons
Ventura Pons (ur. 25 lipca 1945 w Barcelonie, zm. 8 stycznia 2024) – hiszpański reżyser filmowy i teatralny, narodowości katalońskiej.

## Twórczość
W młodości związał się z teatrem. Nim zajął się filmem, wyreżyserował około 20 przedstawień, pierwsze w 1967 roku. W tym okresie pisał także artykuły o kinie do gazet i czasopism.
W 1978 wyreżyserował swój pierwszy film Ocaña, retrat intermitent. Obraz został wyróżniony w tym samym roku na festiwalu w Cannes i przyniósł Ponsowi międzynarodową sławę.
Od 1985 Pons filmy realizuje w założonej przez siebie firmie produkcyjnej Els films de La Rambla, w sumie ponad tuzin obrazów. Jego filmy pokazywane są na najważniejszych festiwalach filmowych. Zarówno sam Pons, jak i widzowie, uważają go za ambasadora kultury katalońskiej. Jest członkiem Europejskiej Akademii Filmowej.

## Filmografia
- 1978 Ocaña, retrat intermitent
- 1981 El vicari d'Olot
- 1986 La rossa del bar
- 1988 Puta misèria
- 1990 Què t'hi jugues, Mari Pili?
- 1991 Aquesta nit o mai
- 1993 Rosita, please!
- 1994 El perquè de tot plegat
- 1996 Actrius
- 1997 Carícies
- 1998 Amic/Amat
- 2000 Morir (o no)
- 2001 Anita no perd el tren
- 2001 Food for love
- 2002 El gran Gato
- 2004: Amor idiota
- 2005: Animals ferits
- 2006: La vida abismal
- 2007: Barcelona (un mapa)
- 2008: Forasters
- 2009: A la deriva
- 2010: Mil cretins